# Alleuze
Alleuze est une commune française située dans le département du Cantal, en région Auvergne-Rhône-Alpes.

## Géographie

### Localisation
La commune est située au sud de Saint-Flour, à la limite du plateau de la Planèze. Son chef-lieu est le village de La Barge ; il surplombe la vallée du ruisseau des Ternes.

### Communes limitrophes
Les communes limitrophes sont  Anglards-de-Saint-Flour, Fridefont, Neuvéglise-sur-Truyère, Saint-Flour, Saint-Georges, Val d'Arcomie et Villedieu.
| Villedieu              | Saint-Georges | Anglards-de-Saint-Flour |
| Neuvéglise-sur-Truyère | Alleuze       | Val d'Arcomie           |
|                        | Fridefont     |                         |

### Climat
Pour des articles plus généraux, voir Climat d'Auvergne-Rhône-Alpes et Climat du Cantal.
En 2010, le climat de la commune est de type climat océanique altéré, selon une étude du CNRS s'appuyant sur une série de données couvrant la période 1971-2000. En 2020, Météo-France publie une typologie des climats de la France métropolitaine dans laquelle la commune est exposée à un climat de montagne ou de marges de montagne et est dans la région climatique Sud-est du Massif Central, caractérisée par une pluviométrie annuelle de 1 000 à 1 500 mm, minimale en été, maximale en automne.
Pour la période 1971-2000, la température annuelle moyenne est de 9,1 °C, avec une amplitude thermique annuelle de 15,5 °C. Le cumul annuel moyen de précipitations est de 1 073 mm, avec 9,8 jours de précipitations en janvier et 6,9 jours en juillet. Pour la période 1991-2020, la température moyenne annuelle observée sur la station météorologique de Météo-France la plus proche, sur la commune de Saint-Flour à 8 km à vol d'oiseau, est de 8,8 °C et le cumul annuel moyen de précipitations est de 800,3 mm,. Pour l'avenir, les paramètres climatiques de la commune estimés pour 2050 selon différents scénarios d'émission de gaz à effet de serre sont consultables sur un site dédié publié par Météo-France en novembre 2022.

## Urbanisme

### Typologie
Au 1er janvier 2024, Alleuze est catégorisée commune rurale à habitat très dispersé, selon la nouvelle grille communale de densité à 7 niveaux définie par l'Insee en 2022.
Elle est située hors unité urbaine. Par ailleurs la commune fait partie de l'aire d'attraction de Saint-Flour, dont elle est une commune de la couronne,. Cette aire, qui regroupe 36 communes, est catégorisée dans les aires de moins de 50 000 habitants,.
La commune, bordée par un plan d’eau intérieur d’une superficie supérieure à 1 000 hectares, le lac du Barrage de Grandval, est également une commune littorale au sens de la loi du 3 janvier 1986, dite loi littoral. Des dispositions spécifiques d’urbanisme s’y appliquent dès lors afin de préserver les espaces naturels, les sites, les paysages et l’équilibre écologique du littoral, à l'image du principe d'inconstructibilité, en dehors des espaces urbanisés, sur la bande littorale des 100 mètres, ou plus si le plan local d’urbanisme le prévoit.

### Occupation des sols

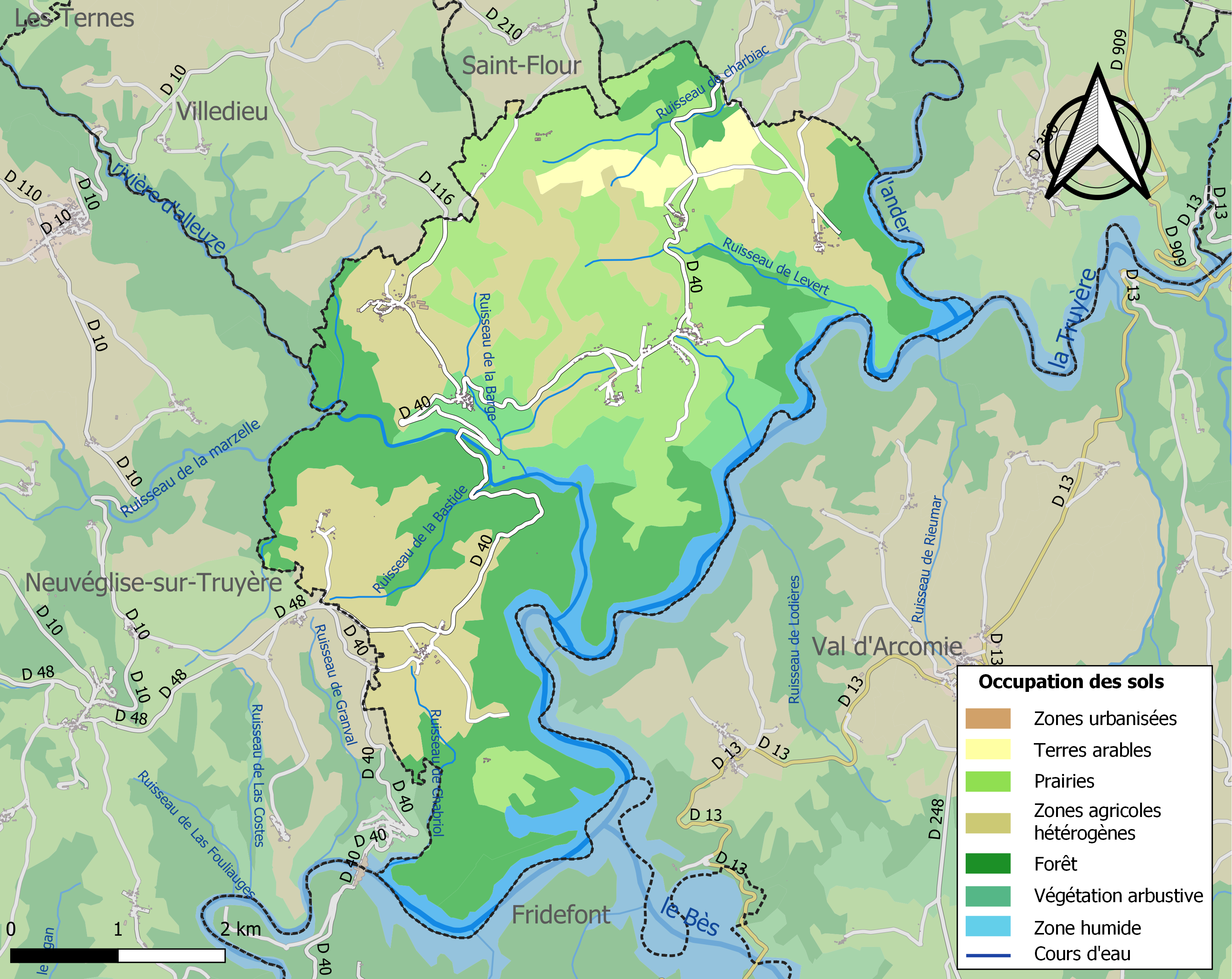
Carte des infrastructures et de l'occupation des sols de la commune en 2018 (CLC).

L'occupation des sols de la commune, telle qu'elle ressort de la base de données européenne d’occupation biophysique des sols Corine Land Cover (CLC), est marquée par l'importance des territoires agricoles (54,1 % en 2018), une proportion sensiblement équivalente à celle de 1990 (54,2 %). La répartition détaillée en 2018 est la suivante : forêts (29,8 %), zones agricoles hétérogènes (26,4 %), prairies (25 %), eaux continentales (8,5 %), milieux à végétation arbustive et/ou herbacée (7,6 %), terres arables (2,7 %). L'évolution de l’occupation des sols de la commune et de ses infrastructures peut être observée sur les différentes représentations cartographiques du territoire : la carte de Cassini (XVIIIe siècle), la carte d'état-major (1820-1866) et les cartes ou photos aériennes de l'IGN pour la période actuelle (1950 à aujourd'hui).

### Habitat et logement
En 2018, le nombre total de logements dans la commune était de 156, alors qu'il était de 154 en 2013 et de 146 en 2008.
Parmi ces logements, 56,6 % étaient des résidences principales, 36 % des résidences secondaires et 7,3 % des logements vacants. Ces logements étaient pour 98,1 % d'entre eux des maisons individuelles et pour 1,9 % des appartements.
Le tableau ci-dessous présente la typologie des logements à Alleuze en 2018 en comparaison avec celle du Cantal et de la France entière. Une caractéristique marquante du parc de logements est ainsi une proportion de résidences secondaires et logements occasionnels (36 %) supérieure à celle du département (20,4 %) et à celle de la France entière (9,7 %). Concernant le statut d'occupation de ces logements, 87,8 % des habitants de la commune sont propriétaires de leur logement (85,9 % en 2013), contre 70,4 % pour le Cantal et 57,5 pour la France entière.
| Typologie                                               | Alleuze | Cantal | France entière |
| ------------------------------------------------------- | ------- | ------ | -------------- |
| Résidences principales (en %)                           | 56,6    | 67,7   | 82,1           |
| Résidences secondaires et logements occasionnels (en %) | 36,0    | 20,4   | 9,7            |
| Logements vacants (en %)                                | 7,3     | 11,9   | 8,2            |

## Toponymie
Le nom de la localité est attesté sous les formes Castrum Helodie en l'an 1252, Helovia au XIVe siècle, Aleuza en 1388, puis Aloiza en 1391.
Le toponyme de la localité dérive du mot « alleu », du latin allodia, du germanique alôd, qui désignait, en ancien français, des terres exclues du système féodal.
Aleusa en occitan.

## Politique et administration

### Découpage territorial
La commune d'Alleuze est membre de l'intercommunalité Saint-Flour Communauté, un établissement public de coopération intercommunale (EPCI) à fiscalité propre créé le 1er janvier 2017 dont le siège est à Saint-Flour. Ce dernier est par ailleurs membre d'autres groupements intercommunaux.
Sur le plan administratif, elle est rattachée à l'arrondissement de Saint-Flour, à la circonscription administrative de l'État du Cantal et à la région Auvergne-Rhône-Alpes.
Sur le plan électoral, elle dépend du canton de Neuvéglise-sur-Truyère pour l'élection des conseillers départementaux, depuis le redécoupage cantonal de 2014 entré en vigueur en 2015, et de la deuxième circonscription du Cantal  pour les élections législatives, depuis le dernier découpage électoral de 2010.

### Liste des maires
| Période                                  | Période  | Identité        | Étiquette | Qualité         |
| ---------------------------------------- | -------- | --------------- | --------- | --------------- |
| Les données manquantes sont à compléter. |          |                 |           |                 |
| 1925                                     | 1944     | Louis Mallet    | Rad.      | Médecin         |
| avant 1981                               | ?        | Albert Cussac   |           |                 |
| mars 2001                                | En cours | Michel Rouffiac | UDI       | Agent technique |

## Population et société

### Démographie

#### Évolution démographique
L'évolution du nombre d'habitants est connue à travers les recensements de la population effectués dans la commune depuis 1793. Pour les communes de moins de 10 000 habitants, une enquête de recensement portant sur toute la population est réalisée tous les cinq ans, les populations de référence des années intermédiaires étant quant à elles estimées par interpolation ou extrapolation. Pour la commune, le premier recensement exhaustif entrant dans le cadre du nouveau dispositif a été réalisé en 2004.

En 2022, la commune comptait 225 habitants, en évolution de +6,13 % par rapport à 2016 (Cantal : −1,08 %, France hors Mayotte : +2,11 %).
| 1793 | 1800 | 1806  | 1821 | 1831 | 1836 | 1841 | 1846 | 1851 |
| ---- | ---- | ----- | ---- | ---- | ---- | ---- | ---- | ---- |
| 800  | 895  | 1 074 | 891  | 602  | 630  | 549  | 658  | 589  |

| 1856 | 1861 | 1866 | 1872 | 1876 | 1881 | 1886 | 1891 | 1896 |
| ---- | ---- | ---- | ---- | ---- | ---- | ---- | ---- | ---- |
| 523  | 535  | 518  | 502  | 507  | 519  | 521  | 528  | 560  |

| 1901 | 1906 | 1911 | 1921 | 1926 | 1931 | 1936 | 1946 | 1954 |
| ---- | ---- | ---- | ---- | ---- | ---- | ---- | ---- | ---- |
| 507  | 512  | 506  | 410  | 438  | 450  | 444  | 343  | 323  |

| 1962 | 1968 | 1975 | 1982 | 1990 | 1999 | 2004 | 2006 | 2009 |
| ---- | ---- | ---- | ---- | ---- | ---- | ---- | ---- | ---- |
| 332  | 281  | 259  | 240  | 219  | 193  | 200  | 205  | 207  |

| 2014 | 2019 | 2022 | - | - | - | - | - | - |
| ---- | ---- | ---- | - | - | - | - | - | - |
| 211  | 223  | 225  | - | - | - | - | - | - |

#### Pyramide des âges
La population de la commune est plus jeune que celle du département. En 2019, le taux de personnes d'un âge inférieur à 30 ans s'élève à 27,4 %, soit un taux supérieur à la moyenne départementale (26,9 %). Le taux de personnes d'un âge supérieur à 60 ans (26,4 %) est inférieur au taux départemental (35,6 %).
En 2019, la commune comptait 110 hommes pour 113 femmes, soit un taux de 50,67 % de femmes, inférieur au taux départemental (51,15 %).
Les pyramides des âges de la commune et du département s'établissent comme suit :
| Hommes | Classe d’âge | Femmes |
| ------ | ------------ | ------ |
| 0,9    | 90 ou +      | 0,0    |
| 7,3    | 75-89 ans    | 14,2   |
| 18,2   | 60-74 ans    | 12,4   |
| 31,8   | 45-59 ans    | 29,2   |
| 16,4   | 30-44 ans    | 15,0   |
| 11,8   | 15-29 ans    | 8,0    |
| 13,6   | 0-14 ans     | 21,2   |

| Hommes | Classe d’âge | Femmes |
| ------ | ------------ | ------ |
| 1,2    | 90 ou +      | 3,1    |
| 10,1   | 75-89 ans    | 13,5   |
| 22,9   | 60-74 ans    | 22,6   |
| 21,8   | 45-59 ans    | 20,5   |
| 16,1   | 30-44 ans    | 15,2   |
| 13,8   | 15-29 ans    | 11,9   |
| 14,2   | 0-14 ans     | 13,3   |

## Culture locale et patrimoine

### Lieux et monuments
- Château d'Alleuze[26] dominant les gorges de la Truyère, est inscrit au titre des monuments historiques en 1927[27].
- Église Saint-Illide est inscrit au titre des monuments historiques en 1927[28].
- Lieux de tournage des films La Grande Vadrouille et L'Extraterrestre.

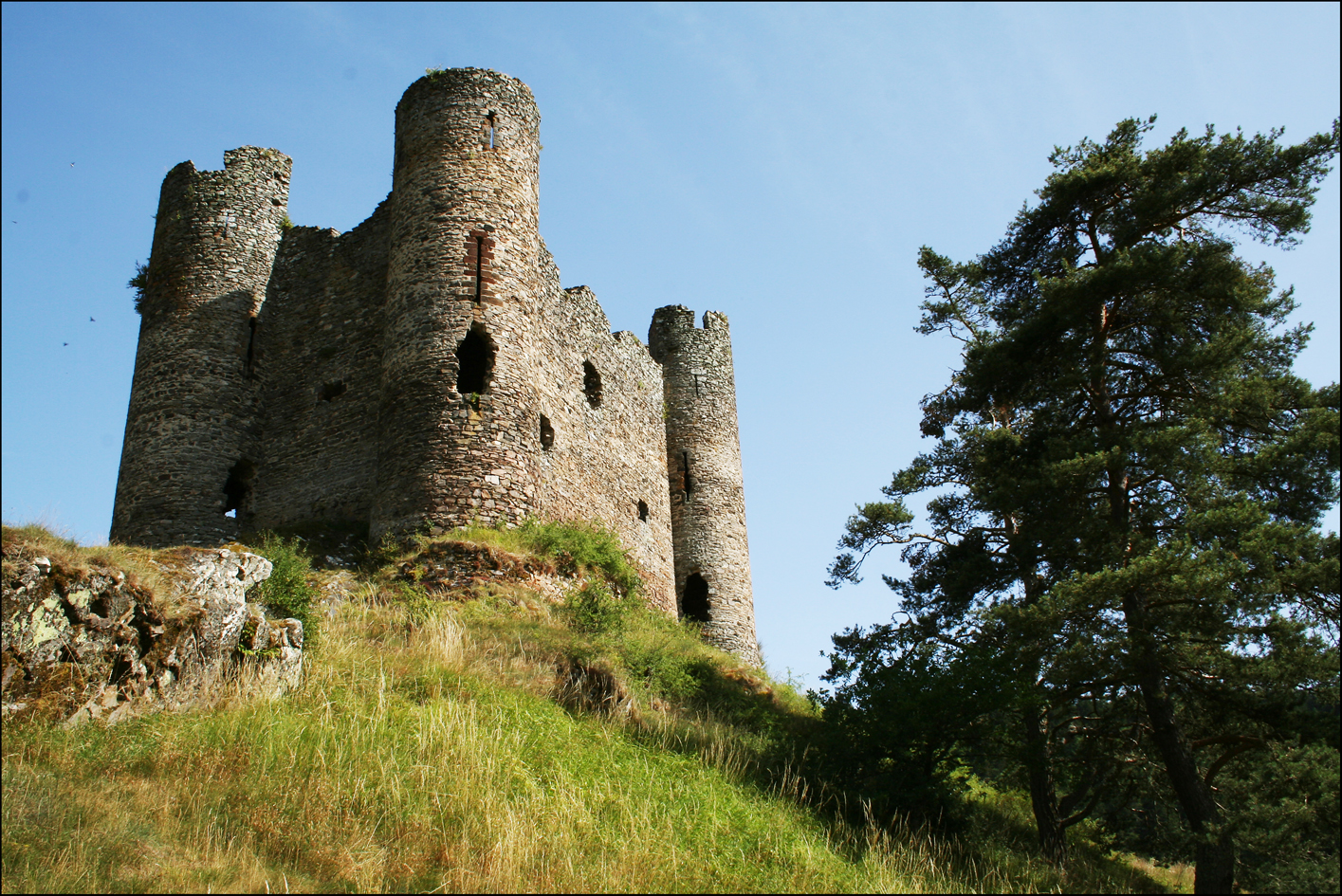
Château d'Alleuze.
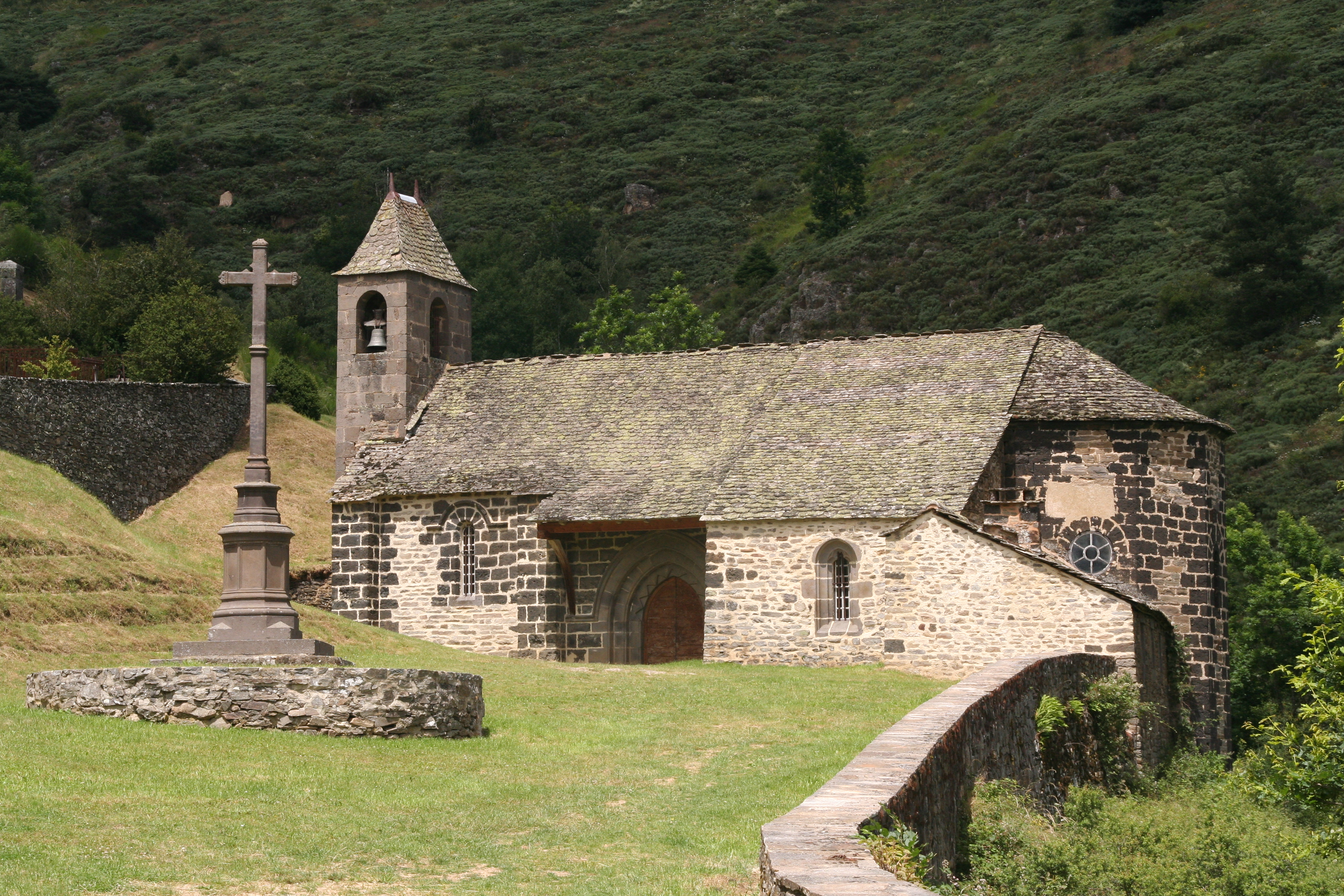
Église Saint-Illide.

### Personnalités liées à la commune
- Louis Mallet (1889-1944), maire d'Alleuze de 1925 à 1944, conseiller général du canton de Saint-Flour-Sud (1928-1941), médecin et résistant[19].